# Museo Histórico Nacional (Uruguay)
El Museo Histórico Nacional es una institución uruguaya creada en 1838 como un espacio de formación de la identidad nacional uruguaya. Actualmente cuenta con varias sedes donde se exhiben documentos, libros y fotografías históricas, como también diversas obras de arte, mobiliario y objetos de época, en busca de dar a conocer el proceso de formación del país como un estado independiente recorriendo sus principales hitos históricos, la construcción de la nacionalidad, así como las diferentes culturas que se desarrollaron en su territorio.
Su sede principal se encuentra en la Casa de Rivera, ubicado en la Ciudad Vieja de Montevideo.

## Historia

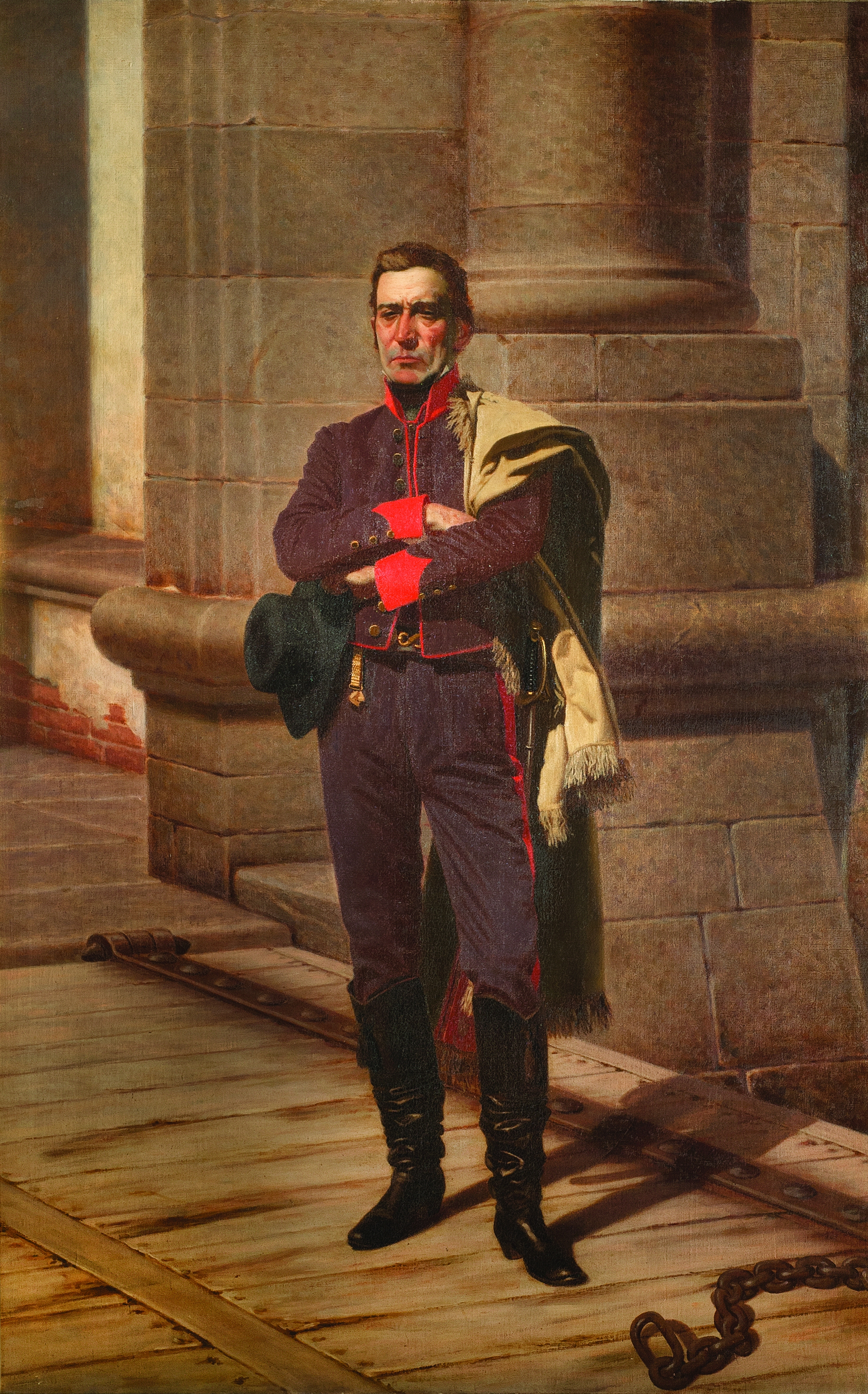
Artigas en la Ciudadela de Juan Manuel Blanes. Se encuentra en una de las sedes del Museo Histórico Nacional.

La historia del Museo Nacional se remonta hacia 1837 cuando mediante decreto del Ministerio de Gobierno (?) fue creado el Museo Nacional para el cual se  solicitaron donaciones de elementos de mineralogía, botánica y zoología en busca de generar las bases para un Gabinete de Historia Natural. La heterogeneidad de las donaciones que se hicieron llegar, llegó a que las autoridades denominarán al flamante museo como Museo Nacional y fue inaugurado como tal junto a la Biblioteca Nacional el 18 de julio de 1838, octavo aniversario de la Jura de la Constitución. En sus inicios las actividades del museo y la biblioteca se vieron muy limitadas, fue a partir de 1871 que reabrieron en un nuevo local y se agregaron a la exposición del museo una colección de numismática, una pequeña colección de pintura y una serie de objetos de carácter histórico. 
En 1880 la Biblioteca Nacional fue separada del museo y si bien ambos espacios estaban destinados a construir la historia nacional con información y conocimientos para la ciudadanía, se reclamaba que el Estado como tarea patriótica creara un museo fundamentalmente de historia patria, que contribuyera al progreso del país sobre el conocimiento de sus antecedentes históricos.
La serie de transformaciones que atravesó el país sobre finales del siglo XIX implicó el fortalecimiento del Estado y la ampliación de sus funciones, por lo que surgió la necesidad de que el Museo Histórico contribuyera a formar la identidad nacional, exponiendo al público documentos, pinturas y objetos históricos como uniformes y armas utilizados durante el proceso independentista.
En 1911, con la Ley Ley N° 3932 se establece la nueva denominación del Museo Nacional, el que pasará a denominarse "Museo de Historia Natural"; créase el "Museo Nacional de Bellas Artes" y establécese el nuevo nombre del Archivo Histórico Nacional, el que pasará a denominarse "Archivo y Museo Histórico Nacional".
con la creación del entonces Museo de Bellas Artes (hoy Museo Nacional de Artes Visuales), parte de la pinacoteca pasó a su acervo, y fue a partir de 1942, bajo la dirección de Juan Pivel Devoto, que el Museo Histórico se reestructuró como espacio de reconocimiento de los héroes patrios y de las principales figuras políticas en la construcción del sistema democrático.
El 28 de octubre de 1942, el Museo Histórico recibió una donación del historiador Pablo Blanco Acevedo , a través de su esposa Rosina Pérez Butler. Donación que complementaría y conformaría el núcleo inicial de la biblioteca americanista del museo, que pasó a contar con una gran cantidad de volúmenes y hojas sueltas de la biblioteca de Acevedo, además de las estampas, cartas geográficas, monedas y medallas, objetos y manuscritos del Doctor. En el año 1958 ya se habían sumado al Museo 16.500 volúmenes.

## Actualidad
En la actualidad el museo busca reflejar la historia del país contemplando los múltiples relatos historicistas anteriores y se aboca a la investigación, conservación y exposición de los documentos, libros, obras de arte y objetos de personajes de la historia del país que han ido conformando la identidad uruguaya.

## Sedes
| Año | Sede                            | Ubicación       |
| --- | ------------------------------- | --------------- |
|     | Casa de Fructuoso Rivera        | Ciudad Vieja    |
|     | Casa de Juan Antonio Lavalleja  | Ciudad Vieja    |
|     | Casa de Giuseppe Garibaldi      | Ciudad Vieja    |
|     | Casa de Juan Francisco Giró     | Ciudad Vieja    |
|     | Casa de Antonio Montero         | Ciudad Vieja    |
|     | Casa de Manuel Ximénez y Gómez  | Ciudad Vieja    |
|     | Quinta de Herrera               | Brazo Oriental  |
|     | Quinta de José Batlle y Ordóñez | Piedras Blancas |

## Acervo

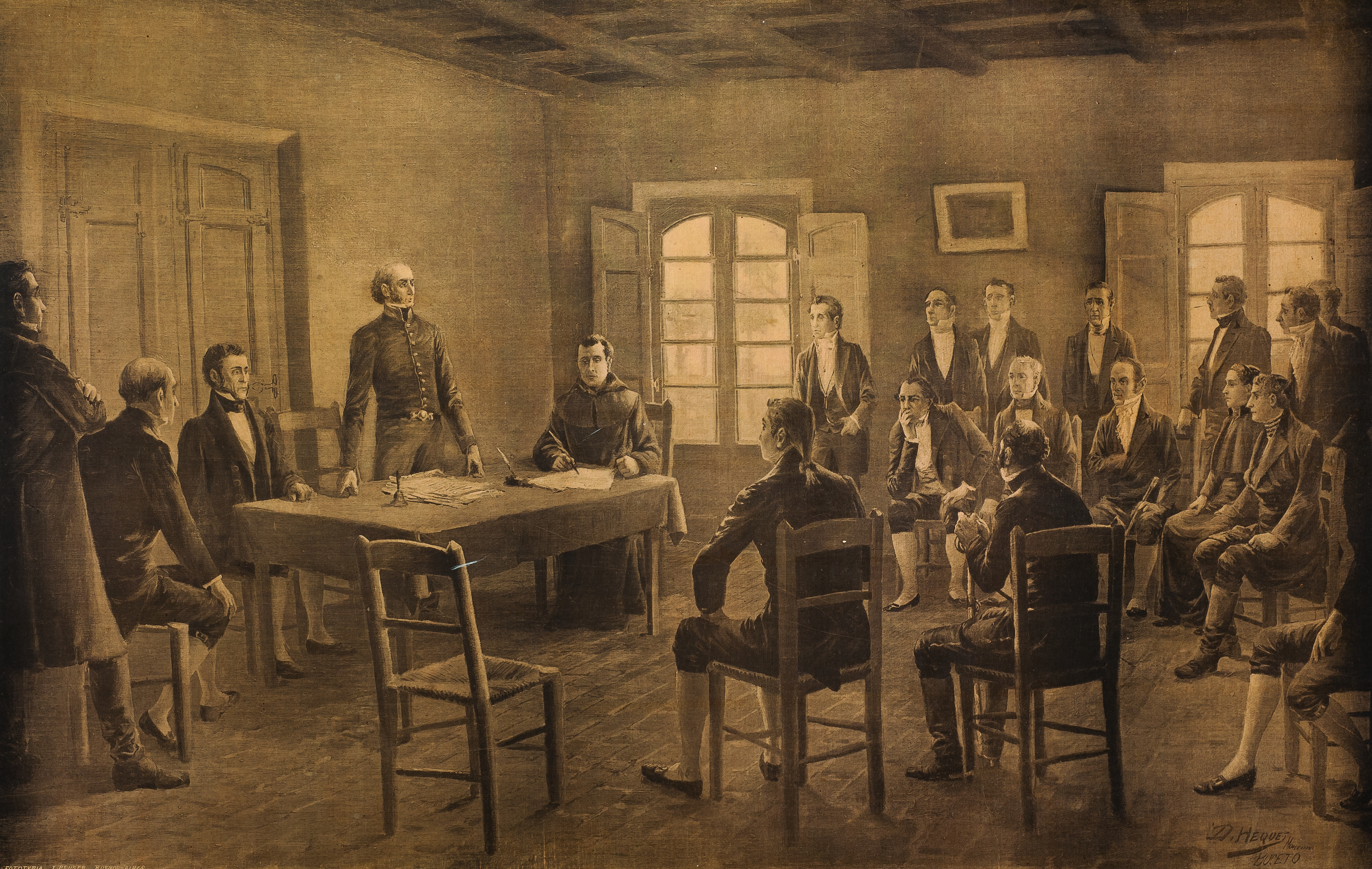
Congreso del año XIII de Diógenes Hequet, se encuentra en una de las sedes del Museo.

Cuenta con un importante acervo sobre historia y arqueología nacional, entre los que se encuentran la primera Constitución de la República, así como importantes esculturas y pinturas de artistas destacados como Juan Manuel Blanes, Pedro Blanes Viale, Carlos María Herrera, José Luis Zorrilla de San Martín, que representan fundamentalmente acontecimientos históricos del país. Además de amplias colecciones especializadas en Historia Nacional y Americana, y una gran cantidad de planos, grabados, láminas, manuscritos y fotografías. 
En una de sus sedes se encuentra una exposición permanente de pinturas, vestimentas y mobiliario del período romántico. 

## Colecciones del museo
- Colección Pablo Blanco Acevedo
- Colección Roberto J. Bouton
- Colección José Batlle y Ordóñez
- Colección Diego Lamas
- Colección Pietracaprina

## Áreas
- Hemeroteca Nacional
- Biblioteca Pablo Blanco Acevedo
- Taller de restauración y conservación del Museo Histórico Nacional.